# Ctenus obscurus
Ctenus obscurus este o specie de păianjeni din genul Ctenus, familia Ctenidae. A fost descrisă pentru prima dată de Keyserling, 1877.
Este endemică în Columbia. Conform Catalogue of Life specia Ctenus obscurus nu are subspecii cunoscute.